# Nazionale maschile di rugby a 15 di Saint Lucia
La nazionale di rugby a 15 di Saint Lucia è inclusa nel terzo livello del rugby internazionale.